# David Glen Eisley
David Glen Eisley (Los Angeles, 5 settembre 1952) è un cantante heavy metal statunitense, noto per essere stato il frontman dei Giuffria.
Oltre alla carriera musicale ha anche lavorato come attore partecipando ad alcune serie televisive come Beverly Hills 90210 e Settimo Cielo, il film Action Jackson e apparendo in diverse pubblicità.
Nel 1997 scrisse assieme a Bob Kulick la canzone Sweet Victory, che venne pubblicata l'anno successivo dalla APM Music come parte dell'album American Games. Nel 2001 la canzone comparve nell'episodio del cartone animato SpongeBob intitolato Band Geeks, durante la quale venne interpretata dal protagonista della serie: in occasione del 53° Super Bowl, durante l'halftime show fu effettuata una petizione per riproporre la canzone dal vivo, per onorare la morte del creatore Stephen Hillenburg. Alla fine, per ragioni sconosciute, il piano di portare la canzone fu interrotto (nonostante fosse stata provata più volte prima dello show), lasciando solo una breve clip di Spongebob a sostituirla.
Eisley è vedovo dell'attrice Olivia Hussey (star del film del 1968 di Franco Zeffirelli Romeo e Giulietta) da cui ha avuto una figlia, India Eisley, anch'essa attrice.

## Discografia

### Da solista
- 1990 - War Dogs
- 2000 - Stranger From The Past
- 2001 - The Lost Tapes

### Con i Giuffria
- 1984 - Giuffria
- 1986 - Silk + Steel

### Altri album
- 1987 - Michael Bolton - The Hunger
- 1990 - House of Lords - Sahara
- 1990 - Dirty White Boy - Bad Reputation
- 1991 - Craig Goldy's Ritual - Hidden in Plain Sight
- 1995 - Frederiksen/Phillips - Frederiksen/Phillips
- 1996 - Murderer's Row	- Murderer's Row
- 1998 - Stream - Nothing Is Sacred
- 2001 - Elements Of Friction - Elements Of Friction

### Tribute album
- 1999 - Humanary Stew: A Tribute to Alice Cooper
- 2000 - Bat Head Soup: A Tribute to Ozzy
- 2000 - Little Guitars: A Tribute to Van Halen